# Discovery Turbo
Discovery Turbo – brytyjski kanał telewizyjny poświęcony szeroko pojętej motoryzacji. Kanał powstał w 1996 jako Discovery Kids, lecz w 2007 zmieniono nazwę na Discovery Turbo.

## Najpopularniejsze programy
- Amerykański Chopper
- Monster Garage
- Auto Trader
- Amerykański Hot Rod
- Wheeler Dealers
- Firepower
- Future Weapons
- Overhaulin'
- Extreme Machines
- Flight Deck
- Trains With Pete Waterman
- Mark Williams On The Rails
- The Garage
- The Great Biker Build-Off
- Ultimate Cars
- Trainspotting
- Flying Heavy Metal
- Wrecks to Riches
- The Greatest Ever
- Ultimate Biker Challenge
- Martin Shaw: Aviators
- A Bike is Born
- Kit Car Crisis
- Beetle Crisis
- Weeeee Cars
- Campervan Crisis
- World's Biggest Airliner: Building The Airbus A380